# Краљевски жандармеријски кор
Крилаши је неслужбени назив за црногорске елитне полицијско-војне формације, које су дјеловале на новоослобођеним територијама 1913. године. Службени назив им је био Краљевски жандармеријски кор. Носили су униформу црногорске војске, а на капама су стављали грбове некадашње Гарде (двоглави орао раширених крила), па су (неслужбено) прозвани Крилаши.
Установљени су одлуком Министарства војног и Министарства унутрашњих дјела октобра 1913. године. Те снаге су биле распоређене у три чете и стациониране у Пљевљима, Пећи и Ђаковици. Пљеваљска чета је имала 80 жандарма и покривала је још Бијело Поље, Беране и Рожаје. Друга чета је имала 93 жандарма и била је надлежна за Пећ и околину. Трећа чета је контролисала Ђаковички крај са 79 жандарма.
Кор је имао задатак да контролише границу и чува јавни ред и мир. Направили су многе злоупотребе положаја и насиља, углавном над нехришћанским становништвом. Када је распуштена црногорска војска распуштени су и Крилаши.
Италијански окупатор 1941. године формира антикомунистичку милицију (Milizia volontaria anticomunista). Задатак јој је био да чува комуникације, важне објекте и да учествује у прогону комуниста.
Од окупатора су добијали наоружање, одјећу, обућу, плату и храну. Формацијски су били организовани по четама, а веома ријетко по батаљонима. Наређења су им издавале окупационе власти и били су у потпуности потчињени Команди краљевских карабинијера. У почетку, непосредну команду су имали припадници Црногорске федералистичке странке, који су ову милицију поново прозвали крилаши. У милицију су приступили и поборници великосрпске политике. 
Руководство Црногорске федералистичке странке је покушало да од крилаша направи Црногорску народну војску (6000—8000) људи, али су онемогућени од стране Италијана. Антикомунистичка милиција је постојала под овим именом до капитулације Италије, септембра 1943. године. 
Окупиравши Црну Гору, Нијемци, од бивших жандарма формирају Народну милицију и жандармерију. Ове формације су биле под командом четничких официра.